# V.League 1 2015
La V.League 1 2015 (también llamada Toyota V.League 1 por razones de patrocinio) fue la 32da temporada de la V.League 1, la máxima división del fútbol en Vietnam. La temporada comenzó el 4 de enero de 2015 y finalizará el 20 de septiembre de 2015.

## Equipos
El Đồng Tháp fue promovido despueś de ganar el campeonato de la V.League 2 2014, pero en noviembre de 2014 desistió de participar en la liga. Más tarde revirtieron su decisión, una vez que encontraron patrocinio para financiar la próxima temporada.

### Datos generales
| Equipo                | Ciudad      | Estadio           | Capacidad | Entrenador         |
| --------------------- | ----------- | ----------------- | --------- | ------------------ |
| Becamex Binh Duong FC | Thủ Dầu Một | Go Dau            | 18,250    | Lê Thụy Hải        |
| Dong Nai FC           | Biên Hòa    | Estadio Dong Nai  | 25,000    | Trần Bình Sự       |
| Dong Tam Long An FC   | Tân An      | Estadio Long An   | 19,975    | Ngô Quang Sang     |
| Đồng Tháp             | Đồng Tháp   | Estadio Cao Lanh  | 23,000    | Phạm Công Lộc      |
| Hà Nội T&T            | Hà Nội      | Hang Day          | 22,500    | Phan Thanh Hùng    |
| Hai Phong FC          | Hải Phòng   | Lạch Tray         | 28,000    | Trương Việt Hoàng  |
| Hoang Anh Gia Lai FC  | Pleiku      | Estadio Pleiku    | 12,000    | Guillaume Graechen |
| QNK Quang Nam FC      | Tam Kỳ      | Estadio Tam Ky    | 15,624    | Hoàng Văn Phúc     |
| Sanna Khánh Hoa FC    | Nha Trang   | Estadio Nha Trang | 25,000    | Võ Đình Tân        |
| SHB Da Nang FC        | Đà Nẵng     | Chi Lang          | 30,000    | Lê Huỳnh Đức       |
| Song Lam Nghe An      | Vinh        | Estadio Vinh      | 12,000    | Ngô Quang Trường   |
| Than Quảng Ninh FC    | Cam Pha     | Estadio Cam Pha   | 15,000    | Đinh Cao Nghĩa     |
| Thanh Hóa FC          | Thanh Hóa   | Estadio Thanh Hoa | 14,000    | Vũ Quang Bảo       |
| XSKT Cần Thơ          | Can Tho     | Estadio Can Tho   | 25,000    | Nguyễn Văn Sỹ      |

### Jugadores foráneos
| Club                    | Visa 1             | Visa 2                | Visa 3       | Visa 4          |
| ----------------------- | ------------------ | --------------------- | ------------ | --------------- |
| Becamex Bình Dương      | Moses Oloya        | Abass Cheikh Dieng    | Ganiyu Oseni | David Vranković |
| Đồng Nai                | Peter Omoduemuke   | Christian Nsi Amougou |              |                 |
| Đồng Tâm Long An        | Rafael             | Souleymane Diabat     |              |                 |
| Dong Thap FC            | Felix Ajala        | Samson Kpenosen       |              |                 |
| Hà Nội T&T              | Gonzalo Marronkle  | Hughton Hector        | Daneil Cyrus |                 |
| Hai Phong FC            | Errol Stevensi     | Andre Fagan           |              |                 |
| Hoang Anh Gia Lai FC    | Zdravko Dragićević | Sabin-Cosmin Goia     |              |                 |
| QNK Quang Nam F.C.      | Patiyo Tambwe      | Henry Kisekka         |              |                 |
| Sanna Khanh Hoa F.C.    | Tales dos Santos   | Uche Iheruome         |              |                 |
| SHB Đà Nẵng             | Melquiades Gómez   | Anto Pejić            |              |                 |
| Sông Lam Nghệ An        | Koen Bosma         | Aboubakar Mahadi      |              |                 |
| Than Quảng Ninh         | Geoffrey Kizito    | Jhonatan Bernardo     |              |                 |
| Thanh Hóa               | Patrick da Silva   | Danny van Bakel       |              |                 |
| XM The Vissai Ninh Bình | Luiz Henrique      | Adrian Valentić       |              |                 |

## Tabla de posiciones
|     | Equipos de fútbol | PJ | G  | E | P  | GF | GC | Dif | Pts |
| --- | ----------------- | -- | -- | - | -- | -- | -- | --- | --- |
| 01. | Binh Duong (C)    | 26 | 16 | 4 | 6  | 57 | 33 | +24 | 52  |
| 02. | Ha Noi            | 26 | 13 | 7 | 6  | 51 | 30 | +21 | 46  |
| 03. | Thanh Hóa         | 26 | 13 | 5 | 8  | 42 | 44 | -2  | 44  |
| 04. | Than Quang Ninh   | 26 | 13 | 3 | 10 | 39 | 31 | +8  | 42  |
| 05. | Sanna Khánh Hòa   | 26 | 12 | 6 | 8  | 35 | 35 | +0  | 42  |
| 06. | Hai Phong         | 26 | 11 | 8 | 7  | 31 | 28 | +3  | 41  |
| 07. | Song Lam Nghe An  | 26 | 10 | 7 | 9  | 36 | 33 | +3  | 37  |
| 08. | Quang Nam         | 26 | 9  | 9 | 8  | 49 | 39 | +10 | 36  |
| 09. | Da Nang           | 26 | 10 | 6 | 10 | 42 | 32 | +10 | 36  |
| 10. | Log An            | 26 | 8  | 9 | 9  | 39 | 42 | -3  | 33  |
| 11. | Can Tho           | 26 | 6  | 7 | 13 | 32 | 52 | -20 | 25  |
| 12. | Đồng Tháp         | 26 | 7  | 3 | 16 | 34 | 54 | -20 | 24  |
| 13. | Hoàng Anh Gia Lai | 26 | 6  | 6 | 14 | 33 | 50 | -17 | 24  |
| 14. | Dong Nai (D)      | 26 | 5  | 6 | 15 | 35 | 52 | -17 | 21  |

Pts = Puntos; PJ = Partidos jugados; G = Partidos ganados; E = Partidos empatados; P = Partidos perdidos; GF = Goles anotados; GC = Goles recibidos; Dif = Diferencia de goles

Actualizado hasta el 24 de julio de 2015. Fuente:
|  | Clasifica a Liga de Campeones de la AFC 2016                             |
|  | Clasifica a la ronda de calificación de Liga de Campeones de la AFC 2016 |
|  | En zona de descenso a la V.League 2                                      |

## Estadísticas

### Goleadores
Actualizado hasta el 21 de septiembre de 2015.
| Posición | Jugador               | Club             | Goles |
| -------- | --------------------- | ---------------- | ----- |
| 1        | Tambwe Patiyo         | QNK Quảng Nam    | 18    |
| 2        | Lê Văn Thắng          | XSKT Cần Thơ     | 16    |
| 3        | Hoàng Vũ Samson       | Hà Nội T&T       | 15    |
| 4        | Nsi Amougou C.Jose    | Đồng Nai         | 14    |
| 4        | Souleymane Diabate    | Đồng Tâm Long An | 14    |
| 5        | Hoàng Đình Tùng       | FLC Thanh Hóa    | 13    |
| 5        | Nguyễn Văn Quyết      | Hà Nội T&T       | 13    |
| 5        | Errol Anthony Stevens | Hải Phòng        | 13    |
| 6        | Samson Kpenosen       | Đồng Tháp        | 12    |
| 6        | Iheroume Uche         | Sanna Khánh Hòa  | 12    |